# Ик (озеро)
Ик — озеро на юге Западно-Сибирской равнины, в междуречье Ишима и Иртыша. Находится в Крутинском районе Омской области. Входит в систему Больших Крутинских озёр (Ик, Салтаим, Тенис).

## Описание

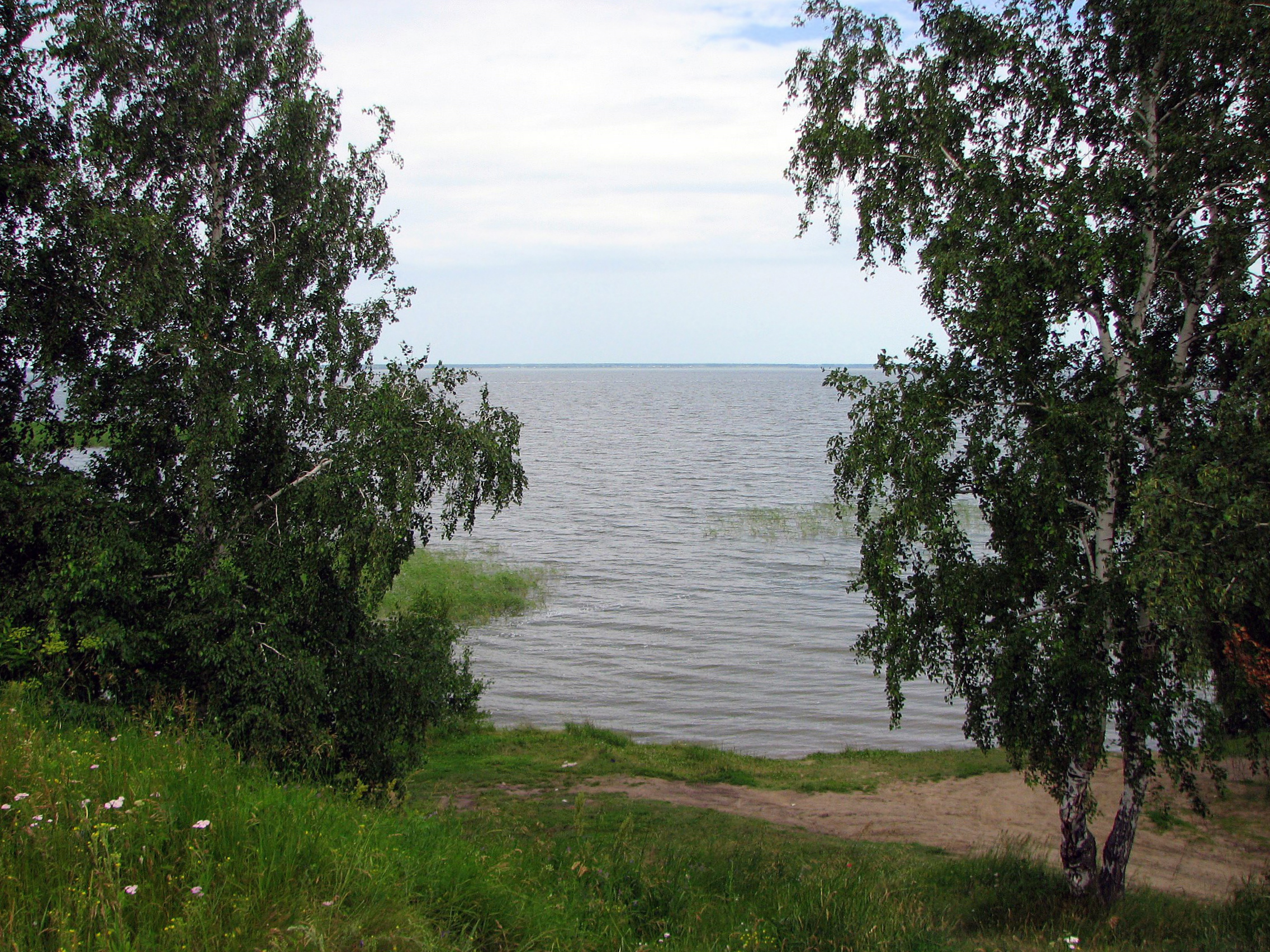
Озеро летом

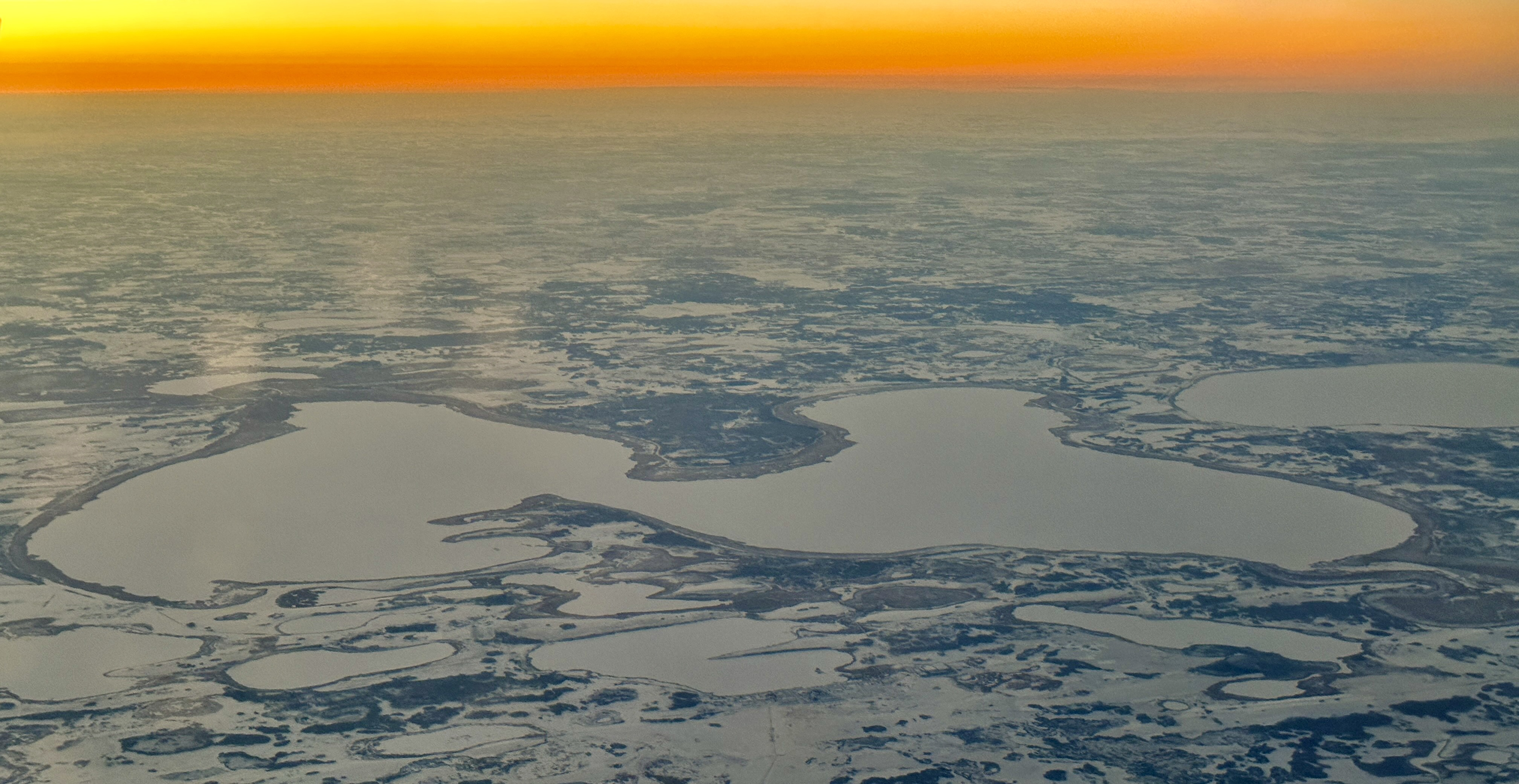
Вид с самолёта. Слева направо (с востока на запад): Тенис, Салтаим, Ик.

Озеро имеет круглую форму, слегка вытянутую с юго-запада на северо-восток. Длина озера 12 км, ширина 8 км, длина береговой линии 22 км. Площадь водосбора — 1190 км², площадь зеркала — 71,4 км². Склоны котловины выпуклые, круглые, местами обрывистые. Высота их 4-5 м, у села Китерма — до 6 м. Берега озера обрывистые, обнажённые. Вследствие преобладания юго-западных ветров, восточный и северо-восточный берега подвергаются постоянной абразии. Дно ровное, илистое. Глубина дна плавно увеличивается к середине, достигает максимума (4,75 м) в центральной части озера. Грунты озера не представляют большого разнообразия. В прибрежной полосе озера на расстоянии до 200 м распространён песчанисто-илистый грунт с незначительным запахом сероводорода. В западном секторе озера на глубине 2 м встречается тёмно-бурый ил с растительными остатками. В центральной части на глубине 4 м встречается серо-зеленоватый ил. Местами на этих глубинах встречается глинистый ил с песком.
Прозрачность воды составляет 0, 75 м. Цветение воды незначительное и наблюдается только во второй половине июля. Берега хорошо дренируются, поэтому заросли камыша незначительны, большая часть их приурочена к юго-восточной окраине озера.
Водное питание озера поддерживается в основном притоками — реками Яман и Крутиха, а также за счет атмосферных осадков. Устье реки Крутиха, впадающей в озеро с юга, сильно заилено и в маловодные годы сток воды бывает незначителен. Из озера вытекает единственная река Китерма, в её истоке имеется плотина крестьянского типа, поддерживающая горизонт воды в озере. Кроме этого она соединяет Ик с озером Салтаим.

## Климат
Климат района озера Ик резко континентальный. Основными чертами его является суровая холодная зима, тёплое непродолжительное лето, короткая весна и осень, резкие колебания температуры в течение года, месяца и даже суток. Среднемесячная температура января равна −19 °C; июля +18 °C.
Среднее количество осадков колеблется от 306 до 529 мм.
Суммарное испарение с поверхности земли 420—430 мм, а максимальное возможное — 680—685 мм.

## Историческая справка

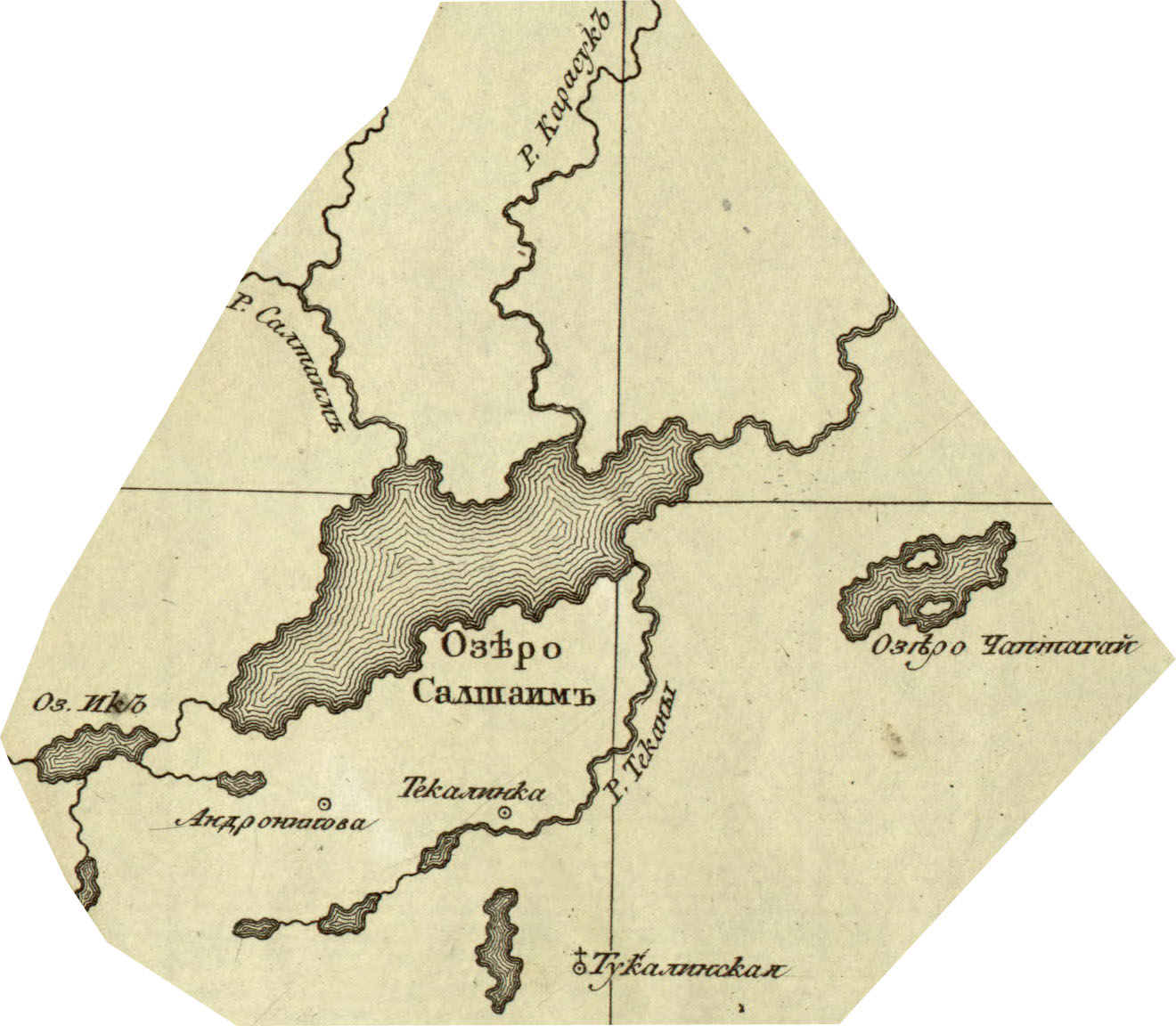
Большие Крутинские озёра на карте 1780 года

Образование Больших Крутинских озёр в Западной Сибири относится к четвертичному периоду. Ледник, наступающий с севера, создал подпор рек Обь-Иртышского бассейна. По этой причине образовалось гигантское пресное море. Впоследствии в результате испарения это море распалось на ряд крупных озёр.
В дальнейшем крупные озёра частично усохли, частично распались на мелкие, с различной степенью минерализации. В течение десятков миллионов лет в результате сложных биологических процессов в этих озёрах накопились донные отложения, богатые биохимически активными веществами.
Для озёр Западной Сибири, в том числе Омской области, характерен циклический ход уровней воды, чередование многоводных и маловодных периодов с продолжительностью многоводного и маловодного периодов в 25-30 лет. Для северной и северной лесостепной зон Омской области по данным наблюдений наиболее многоводный период проходил в 1905—1935 годах с максимумом в 1916—1920 годах, когда многие озёра соединялись друг с другом, образуя водные пространства большой протяжённости. После этого наступил маловодный период до конца 1950-х годов, в это время связь между озёрами прервалась и даже такие большие озёра как Ик, Салтаим и Тенис не сбрасывали свои воды в реку Оша. С конца 1950-х годов вновь наступил многоводный период с максимумом в 1970—1973 годах. Конец 1980-х годов характеризуется устойчивым понижением уровней воды в озёрах.

## Химический состав воды
По количеству растворенных в воде солей озеро Ик можно отнести к группе слабосолоноватых. По величине активной реакции воды озеро относится к слабощелочному типу, pH воды зимой 7, 6 — 7, 8, летом — 7, 7 — 7, 9. По характеру минерализации озеро Ик относится к гидрокарбонатному классу вод. Минерализация воды в озере не постоянная, изменяется в пределах 0, 7 — 1, 5 г/л.
В озере постоянно присутствует азот аммиака, азот нитратов и других загрязнителей. В зимний период минерализация возрастает за счет минерализованных грунтовых и напорных вод. Исследования, проведенные В. А. Битехтиной на озере Ик, показали, что содержание кислорода, растворённого в воде, колебалось в январе от 45 % до 71 %, в марте 20 — 44 %, в летний период 73 — 157 %.

## Животный и растительный мир

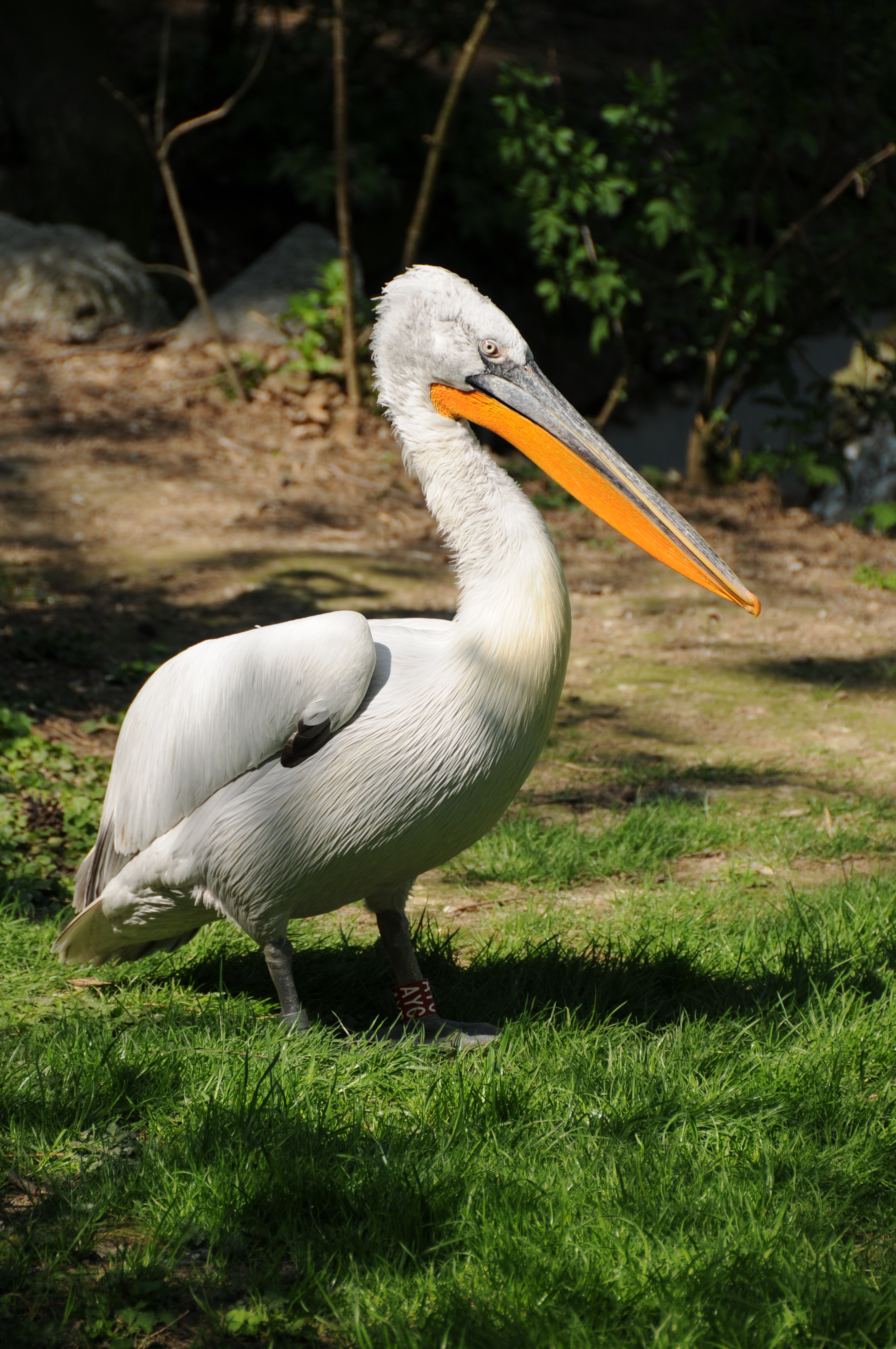
Кудрявый пеликан

В озере Ик обитает более 10 видов рыб. Наиболее многочисленные — карась, окунь, пелядь, язь, карп, щука, толстолобик, плотва, лещ. Животное население озера представлено также прудовиками обыкновенными, катушкой килевой, жуками-плавунцами, личинками стрекоз и т. д. Из млекопитающих наиболее распространена ондатра.
Орнитофауна представлена птицами водно-болотного комплекса — утки, гуси, кулики. На Больших Крутинских озёрах (Ик, Салтаим, Тенис) гнездится большой баклан и находится самая северная в мире колония кудрявых пеликанов..
Водная растительность, обрамляющая озеро, располагается концентрическими зонами. У самого уреза воды встречаются различные виды осок, стрелолист, частуха, подорожник, гречиха земноводная, телорез. Далее в самой воде идет зона рогоза, камыша и тростника. В местах, где дно сложено из ила, растительность развивается очень хорошо. Тростник образует на некотором расстоянии от берега пояс зарослей на глубине 1-2 м. За зоной тростника идет зона подводной растительности с плавающими листьями: гречиха земноводная, ряска трехдальная, ряска малая. Наиболее распространенными представителями подводной растительности являются: роголистник, лютик водяной и другие.
В озере зарегистрировано 173 вида фитопланктона.

## Ближайшие населённые пункты
Первым русским поселением на озере Ик стала деревня Крутинка, основанная в 1759 году. В настоящее время на берегах озера находится 5 населённых пунктов — Крутинка, Ик, Красный Пахарь, Китерма, Калачики. Все они относятся к Крутинскому району.

## Экономика
Озеро имеет большое рыбопромысловое значение. До недавнего прошлого, Ик являлся самым продуктивным озером области: годовой улов доходил до 700 тонн. В настоящее время, в связи с ухудшением экологического состояния озера, нередки случаи массовой гибели рыбы.
Прилегающие угодья используются для сенокошения и выпаса скота. Вода из озера используется для технических нужд.

## Туризм и отдых
Озеро Ик является популярным местом отдыха, а также зимней и летней рыбалки жителей Омской и Тюменской областей. Обилие водоплавающих птиц привлекает большое количество охотников.